# Malekan (Verwaltungsbezirk)
Malekan (persisch شهرستان ملکان) ist ein Schahrestan in der Provinz Ost-Aserbaidschan im Iran. Er enthält die Stadt Malekan, welche die Hauptstadt des Verwaltungsbezirks ist. 

## Kreise
Der Verwaltungsbezirk gliedert sich in folgende Kreise:
- Zentral (بخش مرکزی)
- Leylan (بخش ليلان)

## Demografie
Bei der Volkszählung 2016 betrug die Einwohnerzahl des Schahrestan 111.319. Die Alphabetisierung lag bei 81 Prozent der Bevölkerung. Knapp 34 Prozent der Bevölkerung lebten in urbanen Regionen.
| Zensusjahr | Einwohnerzahl |
| ---------- | ------------- |
| 2011       | 106.118       |
| 2016       | 111.319       |